# Резолюция Совета Безопасности ООН 1147
Резолюция Совета Безопасности Организации Объединённых Наций 1147 (код — S/RES/1147), принятая 3 января 1998 года, сославшись на предыдущие резолюции по Хорватии, включая резолюции 779 (1992), 981 (1995), 1025 (1995), 1038 (1996), 1066 (1996), 1093 (1997) и 1119 (1997), Совет уполномочил Миссию наблюдателей Организации Объединённых Наций в Превлаке (МНОП) продолжать наблюдение за демилитаризацией в районе полуострова Превлака в Хорватии до 15 июля 1998 года.
Совет приветствовал тот факт, что Хорватия и Союзная Республика Югославия (Сербия и Черногория) добились прогресса в принятии практических предложений, предложенных военными наблюдателями ООН в мае 1996 года, чтобы снизить напряженность и улучшить охрану и безопасность в этом районе в дополнение к разрешению спора по Превлаке. Была выражена озабоченность по поводу давних нарушений режима демилитаризации, однако было отмечено, что они происходят все реже. Присутствие военных наблюдателей ООН по-прежнему необходимо для переговоров.
Стороны призвали полностью выполнить соглашение о нормализации отношений, воздерживаться от насилия и обеспечить свободу передвижения наблюдателям ООН. Генерального секретаря Кофи Аннана попросили доложить Совету о ситуации к 5 июля 1998 года относительно прогресса на пути к мирному решению спора между двумя странами. Наконец, Силы стабилизации, санкционированные Резолюцией 1088 (1996), должны были сотрудничать с ЮНМОП.
По итогам резолюции, Генеральный секретарь ООН проинформировал в отчете от 26 июня 1998 года что Республикой Хорватия впервые было официально предложено урегулирование спорного вопроса о Превлак. К моменту написания отчета, Союзная Республика Югославия не отреагировала на предложение.